# Bernard McLaughlin
Bernard McLaughlin, detto Bernie (... – Charlestown, 31 ottobre 1961), è stato un mafioso statunitense, di origini irlandesi.
Fu membro della Winter Hill Gang ed in seguito, insieme ai fratelli Georgie e Punchy, fu capo della Charlestown Mob.
Lui e i fratelli decisero di lasciare la Winter Hill Gang per il fatto che si sentirono traditi da parte del capo James McLean, che, per suo ordine, colpì violentemente Georgie senza motivo.
In seguito Bernie si recò di persona da McLean per avere delle adeguate giustificazioni; McLean si rifiutò di parlargli e Bernie dichiarò guerra a McLean. Dal giorno successivo i McLaughlins piazzarono una bomba sotto la macchina di McLean; quest'ultimo se ne accorse e si salvò in tempo. McLean si vendicò sui McLaughlins, uccidendo proprio Bernie, davanti a molta gente, in una piazza di Charlestown. McLean fu immediatamente arrestato e portato in prigione dove scontò due anni; in seguito alla scarcerazione, McLean continuò questa battaglia contro i due superstiti McLaughlins, uccidendo, nel '65, Edward McLaughlin. Ultimo superstite George McLaughlin vendicò i due fratelli uccisi da McLean, mandando l'amico Cornelius Hughes ad uccidere lo stesso McLean nel 1966 a Boston; essendo responsabile della morte di McLean, Georgie fu arrestato e condotto in prigione, dove sta ancora scontando la pena, anche per gli omicidi di un impiegato bancario e di Russell Nicholson.